# Districte de Guntur

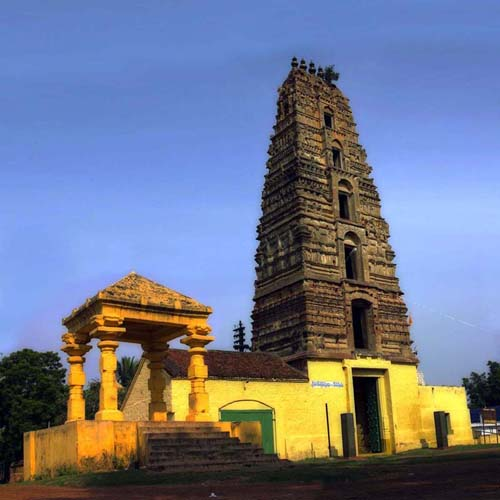
Temple a Chebrolu

El districte de Guntur (telugu గుంటూరు జిల్లా) és una divisió administrativa d'Andhra Pradesh a la costa de la badia de Bengala (uns 100 km de costa) amb capital a Guntur. La superfície és d'11.391 km i la població de 4.465.144 habitants (2001). Els llocs principals del districte són Amravati, Ponnur, Bhattiprolu, Vinukonda, Kotappakonda, Undavalli (coves), Gurazala, Macherla, el fort de Kondavid i el museu de Guntur.

## Mandals
Administrativament Guntur està dividit en 57 mandals
1. Achampeta
2. Amaravathi
3. Amruthaluru
4. Bapatla
5. Bellamkonda
6. Bhattiprolu
7. Bollapalle
8. Chebrole
9. Cherukupalle
10. Chilakaluripet
11. Dachepalli
12. Duggiralla
13. Durgi
14. Edlapadu
15. Guntur
16. Gurazala
17. Ipuru
18. Kakumanu
19. Karempudi
20. Karlapalem
21. Kollipara
22. Kolluru
23. Krosuru
24. Machavaram
25. Macherla
26. Mangalagiri
27. Medikonduru
28. Muppalla
29. Nadendla
30. Nagaram
31. Nakarikallu
32. Narasaraopet
33. Nizampatnam
34. Nuzendla
35. Pedakakani
36. Pedakurapadu
37. pedanandipadu
38. Phirangipuram
39. Piduguralla
40. Pittalavanipalem
41. Ponnur
42. Prathipadu
43. Rajupalem
44. Rentachintala
45. Repalle
46. Rompicherla
47. Sattenapalli
48. Savalyapuram
49. Tadikonda
50. Tenali
51. Thadepalle
52. Thulluru
53. Tsunduru
54. Vatticherukuru
55. Veldurthi
56. Vemuru
57. Vinukonda

## Temples
- Amaravati
- Kotappakonda
- Ponnur
- Govada

## Història
El territori pertanyé als sultans de Golconda i va passar amb aquestos a l'Imperi Mogol el 1687. El 1724 el governador de Dècan Asaf Jah es va fer independitzar i va esdevenir poc després nizam d'Hyderabad dominant el territori. Els Circars Septentrionals foren cedits als francesos el 1750 però van passar als britànics el 1765, si bé Guntur en fou exclosa durant la vida de Basalat Jang, que n'era jagirdar. El 1778 els britànics van arrendar Guntur a Basalat Jang però li van retornar el 1780, fins a la cessió final a la Companyia Britànica de les Índies Orientals el 1788 (fou confirmada el 1823). Raja Vasireddy Venkatadri Nayudu, del clan Vasireddy que governava zones de la costa (va regnar del 1783 al 1816) va traslladar la capital de Chintapalli a Amaravati; va construir diversos temples a Guntur region.
Sota els britànics va quedar dins la presidència de Madras on va formar un districte (districte de Gundur) que va existir fins al 1859 quan fou repartit entre el districte de Rajahmundry i el districte de Masulipatam (que foren reanomenats districte de Godavari i districte de Kistna).
El 1904 es va formar el districte amb la taluka Ongole del districte de Nellore, i parts del districte de Kistna (les talukes de Yernagudem, Ellore, Tanuku, Bhimavaram i Narasapur excepte Nagaram Island, que abans havien estat part de Godavari el 1859 però més tard s'havien agregat a Kistna), amb capital a Guntur, administrativament format per les subdivisions de Guntur, Tenali, Narasaraopet i Ongole. La taluka Ongole va ser formada amb les talukes de Tenali, Guntur, Sattanapalle, Palnad, Bapatla, Narasaraopet i Vinukonda que havien estat transferides a Nellore des de Kistna. El 1904 la superfície era 14848 km² i la població (basada en el cens del 1901) d'1.490.635 habitants. La subdivisió de Guntur estava formada per les talukes de Guntur i Sattanapalle; la taluka de Guntur tenia uns 1300 km² i població 200.557 habitants (però 266.817 el 1891) amb les ciutats de Guntur (30.833 habitants) i Mangalagiri i 109 pobles el més interessant dels quals era Undavalle.